# North American Man/Boy Love Association
A North American Man/Boy Love Association (traduzível como Associação Norte-Americana do Amor entre Homens e Garotos, NAMBLA) é uma organização estadunidense, fundada em Boston em 1978. A ONG faz parte do contexto do ativismo pedófilo, defendendo a aceitação social da pedofilia e a eliminação ou reforma das leis sobre idade de consentimento.[carece de fontes?]
A NAMBLA defende as ideias de que crianças podem manter relações sexuais com adultos e de que não há prejuízos para essas crianças se as relações sexuais são consentidas.[carece de fontes?]
A princípio se filiou a algumas associações gays como o ILGA, assim como de alguns grupos libertários, mas desde sua ascensão grupos LGBTs como o de Nova York chamado Stonewall 25 votou para barrar a polêmica North American Man-Boy Love Association de sua marcha internacional nas Nações Unidas.
″Aqueles que defendem ou se envolvem em abusos sexuais de jovens não são bem-vindos na família de gays e lésbicas que vivem vidas honradas″, disse Pat Norman, co-presidente da marcha. 
NAMBLA é a organização mais importante e longeva do movimento pedófilo. Pertenceu à Associação Internacional de Gays e Lésbicas (ILGA) de 1984 até 1994, quando foi expulsa. A NAMBLA acusa a ILGA  de tê-la expulsado com o objetivo de conseguir um status consultivo como ONG na Organização das Nações Unidas . Em contrapartida, ILGA e outros grupos menores dentro da instituição já haviam vindo a repudiar ações e o lema principal da NAMBLA, tanto que não podiam expulsá-la até dezembro de 1994 antes de uma reunião geral, onde 80% dos votos tinham que ser a favor dessa expulsão. 
Atualmente a NAMBLA está reduzida a um pequeno grupo de membros fracamente associados.

## Ideologia e postura oficial
NAMBLA define-se como uma «organização política, pelos direitos civis e educativa». Segundo o seu sítio web, o seu objetivo é «acabar com a extrema repressão que sofrem os homens e garotos que mantêm relações mutuamente consentidas». O seu lema é «liberdade sexual para todos».
A organização defende que não existem provas científicas de que as experiências sexuais entre adultos e menores sejam intrinsecamente prejudiciais e que o resultado de tais experiências depende principalmente de se elas foram consentidas ou não (um dos estudos em que ela costuma basear-se é o estudo de Rind et al. “A Meta-Analytic Examination of Assumed Properties of Child Sexual Abuse Using College Samples”).
Um dos principais argumentos da organização é que as leis sobre a idade de consentimento criminalizam desnecessariamente as relações entre adultos e menores, por isso pede a sua eliminação ou uma reforma que outorgue aos menores o direito de ter relações consentidas com adultos ao mesmo tempo que os proteja do abuso sexual.
NAMBLA sempre se declarou em contra dos castigos corporais, da violação, do rapto e da exploração sexual, os quatro fatores de exclusão da associação . No seu website, a organização indica que não «participa em atividades que violem a lei nem advoga que ninguém o faça».

## Atividades
NAMBLA difunde o seu ideário através de revistas, brochuras e livros. A revista mais importante da organização foi NAMBLA Bulletin (1980-2005). Na atualidade elabora guias para os pedófilos «saírem do armário». A organização também tem um sítio web que oferece notícias, artigos das suas publicações e informação sobre a pedofilia.
Desde o seu início, NAMBLA tem mantido um programa para pedófilos encarcerados que prepara visitas, promove a amizade por correspondência e publica um boletim carcerário.
NAMBLA tem participado nos atos do orgulho gay, tem organizado conferências públicas e tem realizado protestos em frente de hospitais contra as condições das pessoas recluídas por crimes sexuais.

## História
NAMBLA tem sua origem na revolução sexual dos anos 1960 nos Estados Unidos, e em particular no movimento gay surgido a seguir dos distúrbios de Stonewall acontecidos em 1969 em Nova Iorque. Ainda que houve um debate sobre as relações homossexuais entre adultos e menores, as associações pelos direitos dos gays estavam mais preocupados com assuntos como o assédio policial, a discriminação laboral, a assistência sanitária e outros. Até uma batida contra os clientes de prostitutos adolescentes em Boston não ocasionar uma ampla cobertura mediática durante as últimas semanas de 1977, o assunto das relações intergeracionais não recebeu suficiente atenção para impulsar a formação de uma organização como NAMBLA.

### Fundação (1977-1978)
Após os distúrbios de Stonewall, algumas organizações americanas e canadenses de defesa dos direitos dos gays pediram a eliminação das leis sobre idade de consentimento, porque pensavam que a liberação dos menores implicava o permissão para terem relações sexuais. A Gay Activists Alliance (Aliança de Ativistas Gais, GAA), grupo cindido do Gay Liberation Front (Fronte de Liberação Gay, GLF) em dezembro de 1969, se opôs à idade de consentimento e em 1976 criou um fórum de debate sobre o assunto. Em 1972, as delegações da GAA de Chicago e Nova Iorque organizaram um congresso que reuniu ativistas gays provenientes de 85 organizações diferentes. Nesse congresso, cerca de 200 ativistas se coligaram para formar a National Coalition of Gay Organizations (Coalizão Nacional de Organizações Gays), e pôs a votação um Programa sobre os Direitos dos Gays (Gay Rights Platform) que exigia a eliminação «de todas as leis que regem a idade de consentimento». A Coalizão Canadense pelos Direitos dos Gays (National Gay Rights Coalition) agiu no mesmo sentido, bem como a Gay Alliance Toward Equality (Aliança Gay para a Igualdade).
A indiferença da opinião pública ante essas reivindicações se transformou em hostilidade com a proliferação dos estereótipos sobre os homossexuais, vistos como violadores de meninos e como produtores e distribuidores de pornografia infantil. Em 1977, Judianne Densen-Gerber, fundadora do centro de desintoxicação Odyssey House, e a miss EUA Anita Bryant, lançaram cada uma por seu lado suas respectivas campanhas públicas contra os homossexuais. A primeira afirmava que eles produziam e distribuíam pornografia infantil em grande escala, enquanto a segunda, sob o lema «Save our Children» (Salvemos nossos filhos), tentou mostrar todos os homossexuais como sendo violadores de meninos, afirmando por exemplo que «os homossexuais precisam recrutar nossos filhos para assegurar a sobrevivência e a difusão do seu movimento». A ação de Bryant permitiu-lhe revogar um decreto em Miami que outorgava igualdade de direitos para gays e lésbicas com o argumento de que todos os homossexuais eram pedófilos. Em consequência, a questão da idade de consentimento tornou-se um assunto muito discutido na comunidade gay, entre aqueles que estavam contra e aqueles que viam nela um mal necessário para a supervivência do movimento.
Em 1978, após uma bem-sucedida campanha dos ativistas gays do Boston/Boise Committee para frustrar uma artimanha do então promotor de Boston Garret Byrne para descobrir clientes de prostitutos adolescentes através de uma linha telefônica direta de avisos, o subcomitê desse grupo organizou uma conferência na Igreja Comunitária de Boston sobre relações intergeracionais e idade de consentimento, na qual participaram cerca de 150 pessoas. Após a conferência, 34 homens e vários garotos agruparam-se para formar a North American Man/Boy Love Association, ou NAMBLA.
O objetivo dos membros de NAMBLA era atacar as proibições sociais e legais contra as relações sexuais entre adultos e garotos púberes ou adolescentes. Eles baseavam-se num argumento libertário: as leis sobre idade de consentimento são uma intervenção punitiva desnecessária do governo nas vidas dos cidadãos.

### Isolamento (anos 80)
No início dos anos 80, tanto nos Estados Unidos como na Europa (com associações como a britânica Paedophile Information Exchange e a holandesa Martijn), os ativistas pedófilos reuniram inúmeras pesquisas recentes para demonstrar que os menores eram capazes de prestar um consentimento informado para ter relações sexuais, mesmo de procurar sexo eles próprios. Com o objetivo de construir uma identidade coletiva para os pedófilos, eles reivindicavam uma relevância histórica e pancultural das relações intergeracionais, e argumentavam que estas, além de não ser necessariamente abusivas para os menores, podiam até ser benéficas para eles.
A princípio, NAMBLA recebeu um apoio considerável das associações gays de esquerda e em 1984 se tornou a primeira organização gay dos Estados Unidos que aderia à Associação Internacional de Gays e Lésbicas (ILGA). A igualação das leis sobre idade de consentimento entre heterossexuais e homossexuais era uma parte principal da luta pelos direitos dos gays no Reino Unido (onde a idade de consentimento era de 21 anos) e noutros países. Alguns libertários, como as escritoras e líderes feministas Pat Califia, Kate Millett e Gayle Rubin, juntaram-se a esta causa. Todavia, outros líderes do movimento feminista, que fez nascer a revolução sexual e o movimento lésbico, consideravam todos os tipos de prostituição e relações intergeracionais com adolescentes como um problema institucionalizado criado pelas estruturas patriarcais da sociedade. A oposição a NAMBLA tornou-se evidente na conferência que organizou a primeira marcha do orgulho gay em Washington em 1979. Em 1980, um grupo chamado Lesbian Caucus – Lesbian & Gay Pride March Committee distribuiu folhetos exortando as mulheres para não participarem na marcha gay anual de Nova Iorque a causa de um suposto domínio de NAMBLA e dos seus simpatizantes sobre o seu comitê organizativo. No ano seguinte, após a ameaça de formar piquetes por parte de algumas lésbicas, o grupo gay da Universidade de Cornell, Gay People at Cornell (Gay PAC), anulou o convite que havia feito a David Thorstad, um dos membros fundadores de NAMBLA, para ser mestre de cerimônias do Festival Gay de Maio. Nos anos seguintes, cada vez mais organizações pelos direitos dos homossexuais tentaram impedir a participação de NAMBLA nos desfiles do orgulho gay.
O assassinato do líder pelos direitos dos homossexuais Harvey Milk, a influência crescente da Maioria Moral durante a presidência de Ronald Reagan e as consequências políticas profundamente negativas dos primeiros anos da epidemia da sida convenceram muitos líderes gays para renunciar à ideia de uma política mais inclusiva. Num contexto tão desfavorável para os homossexuais em geral, os líderes gays retiraram seu apoio às associações consideradas como estando à margem da comunidade gay, entre elas NAMBLA, e optaram por uma postura mais próxima à corrente principal. Em meados dos anos 80, NAMBLA estava praticamente sozinha na sua postura e se achava politicamente isolada.

### Exclusão (anos 90)
Em 24 de junho de 1994, a Associação Internacional de Gays e Lésbicas (ILGA), na sua 6.ª Conferência Mundial, aprovou a expulsão das suas fileiras de NAMBLA e outras organizações pró-pedófilas, como Martijn e Project Truth, com a intenção de ganhar uma maior aceitação no seio das Nações Unidas.
No dia 26 de junho de 1994, um contingente de NAMBLA participou em Nova Iorque, junto com membros do Gay Liberation Front, na marcha The Spirit of Stonewall que comemorava o 25.º aniversário dos distúrbios de Stonewall.
Em 1995, o documentário Chicken Hawk, dirigido pelo produtor independente Adi Sideman, que foi apresentado no Underground Film Festival de Nova Iorque e mais tarde distribuído em locadoras, ajudou a popularizar a associação. O filme descreve a história de NAMBLA e apresenta uma série de entrevistas com membros da associação. Algumas cenas mostram um grupo de membros de NAMBLA participando na Marcha Lésbica, Gay e Bi pela Igualdade de Direitos e a Liberação celebrada em Washington em 1993.
Segundo o sítio web NewgonWiki, durante os dois anos posteriores à fundação do grupo Free Spirits, em 1997, a direção de NAMBLA forneceu orientação e conselho aos seus dirigentes e os remeteu ao seu primeiro assessor legal.

### Hoje
Apesar da sua exclusão do movimento gay e da pressão policial, NAMBLA tem mantido uma existência principalmente clandestina durante as últimas décadas. Todavia, após um longo processo judicial (Curley vs. NAMBLA) que ocasionou uma publicidade muito negativa para a associação e intensificou a pressão para se tornar clandestina, tudo o que resta hoje de NAMBLA é um sítio web, um arquivo, duas caixas postais e um grupo de membros fracamente associados.
NAMBLA foi vista pela última vez em 2008 fazendo uma aparição informal em um pequeno protesto diante do Hospital Estatal de Coalinga contra as condições das pessoas aí recluídas por crimes sexuais. Em 2009, NAMBLA foi breve e falsamente relacionada com ameaças de morte contra o promotor Andrew Cuomo.

## Controvérsia com a Associação Internacional de Gays e Lésbicas
Em julho de 1993, o Conselho Econômico e Social das Nações Unidas (CESNU) outorgou um status consultivo à ILGA. No outono, a Missão Permanente dos Estados Unidos junto à ONU soube que NAMBLA era membro da ILGA. Em 16 de outubro, a Missão dos Estados Unidos enviou uma carta à ILGA na qual indicava que os Estados Unidos solicitariam a sua expulsão do CESNU se ela não "se dissoci[ava] de NAMBLA e outras organizações membros [como Project Truth e a neerlandesa Martijn]" cujos objetivos, na opinião do Governo dos Estados Unidos, "não esta[vam] em consonância com as atividades da ONU pelos direitos humanos". As relações da ILGA com NAMBLA levantaram fortes críticas nos Estados Unidos, especialmente entre organizações religiosas. Os líderes de praticamente todas as agrupações gays e lésbicas do país, e também políticos homossexuais como o deputado Barney Frank, pediram publicamente a expulsão de NAMBLA.
Apesar do apoio da ILGA a NAMBLA durante uma década, quatro dos seis secretários da ILGA, reunidos em Nova Iorque entre 5 e 7 de novembro de 1993, solicitaram a NAMBLA a sua renúncia como membro da associação, afirmando que, se ela não se tornasse efetiva naquele verão eles iriam pedir a sua expulsão através de uma assembleia geral. No dia 7, os mesmos secretários publicaram um comunicado de imprensa no qual declaravam que a ILGA "condena[va] a pedofilia» e que «os objetivos de NAMBLA [...]" estavam "em contradição direta" com os da ILGA. No mesmo mês, NAMBLA publicou um comunicado de imprensa no qual afirmava que «qualquer tentativa de relacionar NAMBLA ou a ILGA com o abuso [sexual] infantil é desonesta e maliciosa" e qualificava a decisão da ILGA de expulsar a NAMBLA como "uma tentativa covarde e desonesta para satisfazer as demandas da Missão dos Estados Unidos junto à ONU".
Em 1994, o senador republicano Jesse Helms apresentou ao Parlamento dos Estados Unidos um projeto de lei que visava suprimir 119 milhões de dólares em ajudas às Nações Unidas durante os anos fiscais de 1994 e 1995 se esta não cortasse relações com associações que tolerassem a pedofilia. No dia 26 de janeiro o Senado aprovou o projeto por unanimidade. A lei foi assinada em abril pelo presidente Bill Clinton.
Finalmente, na sua 6.ª Conferência Mundial, celebrada em Nova Iorque em 24 de junho de 1994, a ILGA aprovou por 214 votos a favor e 30 contra a expulsão da NAMBLA, bem como das associações Martijn e Project Truth, acusando-as de ter como «objetivo principal apoiar ou promover a pedofilia». Durante a mesma Conferência, a Associação Federal de Homossexuais (Bundesverband Homosexualität, BVH) da Alemanha renunciou à sua adesão à ILGA em protesto pelas resoluções adotadas para expulsar as organizações pedófilas.
Mesmo assim, em 16 de setembro de 1994 o CESNU suspendeu o status consultivo após uma investigação das autoridades americanas revelar que a ILGA ainda tinha uma organização pedófila, a alemã VSG (sigla em alemão para Associação pela Igualdade Sexual), entre as suas mais de 300 organizações associadas. Na sua seguinte Conferência Anual, celebrada em Helsinque em junho de 1995, a ILGA acordou a expulsão da VSG. A Associação Federal de Homossexuais da Alemanha fez então um chamamento a todas as organizações gays para mostrarem a sua solidariedade com a VSG.

## Publicações
As publicações editadas por NAMBLA incluem:
- NAMBLA Bulletin, revista publicada de 1980 a 2005.[38][39] Foi a revista para pedófilos mais duradoura. Incluia notícias, relatos, artigos de opinião, fotografias, crítica cinematográfica, musical e literária, e uma seção fixa para cartas dos leitores.
- NAMBLA Journal, revista literária.
- NAMBLA Topics, série de opúsculos sobre assuntos relacionados com a pedofilia.
- Gayme Magazine, revista publicada durante os anos 90.
- Arrel's Page, projeto através do qual se vendia literatura especializada.
- um boletim carcerário.[2]

## Membros e colaboradores destacados
- Allen Ginsberg. Poeta da Geração Beat. Foi o membro e defensor mais famoso de NAMBLA.[40][41] Em 1994 apressou-se a defender a organização durante a controvérsia com a ILGA[nota 8].
- Bill Andriette. Jornalista. Juntou-se a NAMBLA quando tinha 15 anos e aos 17 era membro do Comitê Diretivo. Foi um dos líderes de NAMBLA mais conhecidos durante os primeiros anos do século XXI. Foi editor de NAMBLA Bulletin durante seis anos.[43]
- David Thorstad. Historiador do movimento gay e membro fundador de NAMBLA.[44]
- Hakim Bey. Escritor e filósofo pós-anarquista. Foi colaborador habitual de NAMBLA Bulletin e de Gayme Magazine.[45][46]
- Harry Hay. Advogado trabalhista, fundador do moderno movimento gay dos Estados Unidos[47] e defensor dos direitos civis dos povos nativos dos Estados Unidos. No início dos anos 80 se juntou a outros pioneiros pelos direitos dos homossexuais para protestar pela exclusão de NAMBLA dos atos gays e lésbicos.[26]
- Samuel R. Delany. Escritor de ficção científica, professor e crítico literário. Em prolongadas entrevistas sobre o seu romance Hogg em 1994 Delany declarou que apoiava a existência de uma organização como NAMBLA.[48]

## Operações policiais e litígios
Ainda que NAMBLA nunca foi perseguida em si mesma como organização, houve alguns processos legais contra supostos membros de NAMBLA por crimes sexuais relacionados com menores.
- Em 1996, o californiano John David Smith foi preso sob acusações de posse e distribuição de pornografia infantil. Posteriormente foi acusado de ter abusado de um menino de oito anos e condenado. Ele foi imediatamente expulso de NAMBLA.[49]

- Roy Radow, membro do Comitê Diretivo de NAMBLA, por vezes considerado como sendo o porta-voz da organização, foi preso em 1996 sob acusações de se ter masturbado diante de um menino de doze anos. O processo concluiu sem o júri adotar uma decisão.[50]

- Em fevereiro de 2005, o FBI anunciou a detenção de quatro homens em Los Angeles e três outros em San Diego sob acusações de planejarem viagens para o México para ter relacionamentos sexuais com meninos. Um oitavo, de Fullerton, teria sido preso sob acusações de ter distribuído pornografia infantil. Segundo a mídia, o FBI pensa que pelo menos um dos homens seria membro do Comitê Diretivo nacional de NAMBLA, outro teria organizado o congresso da associação em 2004 e um terceiro seria membro ordinário desde os anos 80.[51][52]

### Desaparição de Etan Patz: O FBI contra NAMBLA
Durante 1982, NAMBLA foi objeto de várias batidas que culminaram em dezembro, quando vários homens e adolescentes foram arrestados em Wareham, Massachusetts, na casa de um dos seus membros, que foi descrita na mídia como uma casa segura, um «antro de perversão» e a sede de uma rede de pederastia. Quando membros e sócios de NAMBLA foram interrogados em Nova Iorque, a mídia acusou a associação de estar envolvida num dos casos criminais mais notórios dos últimos anos nos Estados Unidos, a desaparição em 1979 do menino de seis anos Etan Patz em Lower Manhattan. A polícia e o FBI tinham confiscado na casa de Wareham a fotografia de um calendário que mostrava a imagem de um menino ligeiramente parecido com Etan, e sugeriu que ele tinha sido sequestrado e talvez utilizado com fins pornográficos, mesmo que na realidade a fotografia tinha sido tirada em 1968, o mesmo ano em que foi publicado o calendário e uns cinco anos antes do nascimento de Etan. Embora as autoridades disseram que a pessoa da foto tinha uma semelhança impressionante com Etan, os pais dele negaram categoricamente que pudesse ser o seu filho. Contudo, a polícia chegou a sugerir que NAMBLA devia ter pintado com aerógrafo uma «covinha» no queixo de Etan para fazer de alguma maneira mais atractivo o menino do calendário.
A imprensa tentou relacionar NAMBLA com outros raptos e desaparições de meninos e a descreveu como «um grupo de sequestradores de crianças, pornógrafos e proxenetas», e talvez de assassinos de crianças, com uma «rede internacional de pederastia» que espreitava atrás da fachada quase legal da organização pelos direitos civis. NAMBLA concedeu entrevistas coletivas para refutar as acusações –uma em Nova Iorque e outra, simultaneamente, em Boston–, nas que revelou a verdadeira origem da fotografia, exibindo as cópias correspondentes do calendário original, com data de 1968. Ainda que a polícia foi obrigada a admitir o seu «erro» em uma entrevista coletiva posterior, o dano causado à reputação de NAMBLA foi devastador para a organização.
Em 1985 NAMBLA publicou o livro A Witchhunt Foiled: The FBI vs. NAMBLA ("Caça às bruxas: O FBI contra NAMBLA"), onde analisava o caso e explicava a maneira como o FBI tentou explorá-lo para destruir a organização. Numa declaração posterior ante o Senado dos Estados Unidos, NAMBLA se eximiu de qualquer atividade criminal e afirmou que «[o] pedófilo não organizado é quem representa uma verdadeira ameaça para as crianças».
Em maio de 2012, a polícia anunciou que tinha arrestado um homem de 51 anos e de origem mexicana chamado Pedro Hernández, que se teria declarado autor do sequestro e posterior assassinato de Etan Patz quando trabalhava numa loja de conveniência próxima ao ponto de ônibus utilizada pelo menino. O homem não tinha relação alguma com NAMBLA.

### Curley vs. NAMBLA
Em 2000, Robert e Barbara Curley, um casal de Boston, demandou a NAMBLA pelo suposto homicídio culposo do seu filho Jeffrey. Segundo os Curley, Charles Jaynes e Salvatore Sicari, «seguiram a Jeffrey Curley [...] e depois o torturam, mataram e mutilaram [o seu] corpo, no dia ou cerca do dia 1 de outubro de 1997. Segundo o nosso leal saber e entender, pouco tempo antes dos fatos Charles Jaynes acessara o sítio web de NAMBLA desde a biblioteca de Boston». Conforme a polícia, Jaynes tinha em sua casa oito números de publicações de NAMBLA no momento da sua detenção. Durante o processo, a acusação sustentou que «NAMBLA serve de canal para uma rede clandestina de pedófilos estadunidenses que utilizam a associação, os seus contatos nela e a Internet para conseguir pornografia infantil e promover atividades pedófilas». No seu diário Jaynes escreveu: «Isto foi um ponto de inflexão na descoberta de mim mesmo [...] O Boletim de NAMBLA me ajudou a ficar consciente da minha sexualidade e aceitá-la [...]».
Citando casos de membros de NAMBLA que tinham sido condenados sob a acusação de abuso sexual de menores, Larry Frisoli, o advogado que representou os Curley, argumentou que a associação é um «campo de treino» para adultos que desejam seduzir crianças, no qual os seus membros partilham as suas estratégias sobre a maneira de encontrar e intimidar companheiros sexuais impúberes. Frisoli também afirmou que NAMBLA teria vendido através do seu sítio web o que ele chamou "The Rape and Escape Manual" ("Guia do abuso e da fuga"), que descreveria detalhadamente como evitar ser descoberto e denunciado. A União Americana pelas Liberdades Civis (ACLU) se interpôs no caso para defender NAMBLA em virtude do direito à liberdade de expressão e conseguiu um descumprimento baseado no fato de NAMBLA ser uma associação não registada e sem personalidade jurídica. Em uma declaração publicada em 2000, ACLU disse que «a demanda implicada [no caso], se prosperasse, atacaria no coração da liberdade de expressão», pois ela «diz que o crime não é responsabilidade daqueles que cometeram o assassinato, mas de alguém que publicou material repugnante na Internet». John Reinstein, diretor da sede de ACLU em Massachusetts, declarou que embora NAMBLA «possa exaltar uma conduta que atualmente é ilegal», não há nada no seu sítio web que «defenda ou incite a cometer nenhum ato ilegal, inclusive o assassinato ou o sequestro».
Os Curley dirigiram então uma demandada por suposto homicídio culposo contra alguns membros individuais de NAMBLA, alguns dos quais ativos na direção da associação; entre eles David Thorstad, membro fundador da organização e conhecido escritor. O casal também sustentava que Jaynes e Sicari, que tinham sido condenados pelo sequestro e assassinato do seu filho, eram membros de NAMBLA. A demanda foi desestimada em abril de 2008 após um juiz determinar que uma testemunha chave não era competente para depor.

### Outros casos
- Em 1993, uma televisão local revelou a pertença a NAMBLA de Peter Melzer, tesoureiro da organização, membro do Comitê Diretivo, um dos seus porta-vozes, editor de NAMBLA Bulletin e professor de física na prestigiosa High School de ciências desde o final dos anos 60, e mostrou que havia escrito artigos falando da sua atração por garotos menores de dezesseis anos. Embora os seus superiores estavam informados desde 1985, eles decidiram excluí-lo do ensino, decisão que avaliou em 2008 o Tribunal Federal de Apelação.[62]

- Em fevereiro de 2005, o membro de NAMBLA Kevin Brown ligou para o programa de rádio de Rick Roberts para a emissora KFMB de San Diego definindo-se a si mesmo como pedófilo para protestar pelo atentado à segurança dos pedófilos, e em particular dos membros da associação, que constituía o oferecimento de uma «recompensa» de 1.000 dólares por cabeça de membro de NAMBLA prometida pelo locutor. Ao se ouvir um grito de menino de fundo, Rick Roberts fez dizer a Brown que ele era pai. Doze dias mais tarde, os Serviços de Proteção Infantil retiraram-lhe o filho, arguindo uma antiga condena por posse de pornografia infantil e o seu suposto «apoio à exploração sexual infantil». Brown perdeu também o trabalho e a mulher.[63]

- Em 2005, após um padre católico ser condenado sob acusações de abusos sexuais a meninos, o jornal The Boston Globe traz à tona informações de 1979 sobre a sua participação um ano antes na reunião convocada por Tom Reeves sob o lema «Amor entre homens e jovens e idade de consentimento».[64][65]

- Também em 2005, O FBI prendeu sete pessoas ligadas à NAMBLA, que faziam parte de uma rede de turismo sexual e estavam indo para o México, para encontros com menores, agendados por agentes pagos.[66]

## NAMBLA na cultura de massas
- NAMBLA é protagonista no quinto episódio da 4.ª temporada do seriado animado South Park, titulado "Cartman se junta a NAMBLA" (emitido no dia 21 de julho de 2001), em que Cartman é apartado pelos seus amigos e decide intentar fazer novos amigos mais "maduros" na Internet. Sem saber, ele participa depois numa reunião de NAMBLA, onde se torna no seu garoto do calendário e lhe tiram fotos em sunga. Alguns membros de NAMBLA marcam um encontro com Stan e Kyle e eles são invitados a um banquete com Cartman. Eles se dão conta então da autêntica natureza de NAMBLA, mas os membros de NAMBLA são imediatamente arrestados pela polícia. O episódio também introduz uma segunda NAMBLA, a "North American Marlon Brando Look Alikes" (Associação Norte-Americana de Parecidos com Marlon Brando), que está em constante batalha contra NAMBLA pelo nome do domínio nambla.com.
- No quarto episódio da 23.ª temporada do seriado de animação The Simpsons, titulado «Replaceable You» (emitido no dia 6 de novembro de 2011), durante uma reunião entre Bart, Martin e o professor Frink, este último anuncia que se trata de uma reunião de NAMBLA (aqui North American Man Bot Love Association, "Associação Norte-Americana do Amor entre Homens e Robôs") e um dos seus colegas lhe aconselha mudar o nome.
- No filme Kids (1994), Casper grita «NAMBLA!» a dois homossexuais que ele e seus amigos atacam verbalmente ao passar.
- Os policiais da série Law & Order: Special Victims Unit (em Portugal, Lei & Ordem: Unidade Especial; no Brasil, Lei e Ordem: Unidade de Vítimas Especiais) perguntam frequentemente a suspeitos se são membros de NAMBLA quando eles afirmam ter tido relações consentidas com um menor.
- NAMBLA é brevemente mencionada no episódio "Pedophile Special" da série britânica Brasseye.
- NAMBLA é brevemente mencionada num episódio de 2006 do programa da MTV norte-americana Celebrity Deathmach. Nick Diamond comenta «Temos mais cartas de fãs que Lil Bow Wow num congresso de NAMBLA!», ao que Johnny Gomez responde «E isso são muitas cartas, Nick».
- Em um sketch do episódio 203 da série Mr. Show, titulado «The Biggest Failure In Broadway History» (O maior fracasso da história de Broadway), duas agências de publicidade são premiadas e desprezadas por reabilitar a imagem de organizações como o Ku Klux Klan e NAMBLA.
- No seu livro America: The Book A Citizen's Guide to Democracy Inaction (2004), o humorista Jon Stewart compara a NAMBLA com um grupo de pressão; na edição do 27 de julho de 2006 do seu programa televisivo The Daily Show, Stewart também recorreu a NAMBLA para zombar de grupos de pressão como a Agência Internacional de Energia Atómica ou Unicef.
- O grupo norueguês de rock Turbonegro incluiu no seu álbum Ass Cobra (1995) uma canção titulada «The midnight NAMBLA».
- O grupo estadunidense de grindcore Anal Cunt incluiu no seu álbum It just gets worse (1999) uma canção titulada «I Gave NAMBLA Pictures of Your Kid».
- O grupo estadunidense de punk rock Leftöver Crack incluiu no seu álbum Rock the 40oz (2004) uma canção titulada «Muppet NAMBLA».